# Rompecorazón
Rompecorazón es una telenovela chilena escrita por Jorge Marchant en conjunto a Sergio Bravo, dirigida por Vicente Sabatini y exhibida por Televisión Nacional de Chile desde el 14 de marzo hasta el 2 de agosto de 1994. Es una adaptación de la telenovela brasileña Brega & Chique, creada por Cassiano Gabus Mendes, cuya historia trata sobre dos familias de características socioeconómicas opuestas que no se conocen, pero están conectadas por tener el mismo padre, y cuyo destino se invierte.
Es protagonizada por Carolina Fadic —que también debutó en la televisión—, Francisco Reyes, Claudia Di Girolamo y Renato Münster. Rompecorazón marcó el inicio de la «época de oro de las teleseries», dirigidas por Vicente Sabatini, imponiéndose en «audiencia», contra las de Canal 13 por 9 años seguidos, hasta Puertas adentro de 2003 que fue derrotada por Machos.
La telenovela obtuvo diversos premios, entre ellos un Premio Apes, concedido por la Asociación de Periodistas de Espectáculos, Arte y Cultura de Chile, otorgado para Consuelo Holzapfel en la categoría de «mejor actriz de televisión». Asimismo, obtuvo tres Premios TV Grama como «mejor teleserie», «mejor actriz» para Consuelo Holzapfel y «mejor actor» para Francisco Reyes.

## Sinopsis
La trama inicia cuando una joven mujer, una de las hijas de un distinguido empresario, es abandonada en el altar por su prometido. Ante esto, la muchacha decide marcharse con su chofer, del cual se enamora y planea una venganza. 
Ante el escándalo, el empresario saca provecho de esto y finge su suicidio debido a los problemas económicos que sufre, se va a Europa y se somete a cirugía para volverse irreconocible, bajo otro nombre. Esto desencadena la crisis financiera de su esposa, la cual se ve obligada a dejar su vida llena de lujos para irse a vivir junto a sus hijos y su madre a un humilde barrio, mientras que su amante, la dejará en muy buena posición económica, dejando su barrio para ascender a la clase alta de Santiago. El destino obligará a las dos mujeres convertirse en entrañables amigas sin saber que comparten al mismo hombre, sin sospechar que las dos mujeres comparten el seudónimo de Alfa (Montané) 1 y Alfa 2 (Garay), impuesto por Sullivan.

## Argumento

### Historia
Desde entornos sociales totalmente opuestos, nacen las historias cruzadas de Álvaro Sullivan (Héctor Noguera), un empresario de alta reputación. 
Su familia oficial está formada por su esposa Elena Montané (Coca Guazzini), sus hijas María Paz (Elvira López) María Camila (Carolina Fadic), su hijo Matías (Álvaro Morales), 
además del yerno Mauricio (Luis Gnecco) y la suegra Julita Abbott (Delfina Guzmán). Elena es una mujer rica, sofisticada, desconectada de los problemas cotidianos, llena de refinería y comodidad. Vive en una mansión en un barrio exclusivo de Santiago. 
La segunda familia de Sullivan, en la que se le conoce con el nombre de Mario Barrientos, está representada por Rosemary Garay (Consuelo Holzapfel) y Marcelita (Camila Guzmán), hija de los dos. Rosemary es una mujer ingenua, pobre y vulgar. Rosemary, vive en un barrio popular de Santiago, mantiene su hogar y su familia que enfrentan dificultades económicas; además de Marcela, tiene otros dos hijos: Bárbara (Valentina Pollarolo) y Renato (Felipe Braun). Rosemary también ayuda a su padre, Leonel Garay (José Soza).

### Inicio
La segunda hija de Álvaro y Elena, Camila (Carolina Fadic), acaba de ser plantada en el día de su boda por su prometido, el apuesto Juan Antonio (Renato Münster), quien prefirió optar abandonar a la joven y preferir a su amante, Patricia Sierra (Claudia Di Girolamo). Ese mismo día, despechada, Camila conoce a Pablo Sierra (Francisco Reyes), el chofer de la limusina que la llevaba a la iglesia. Ambos se enamoraran a primera vista, sin darse cuenta de que el hombre será su vecino cuando ella y su familia se instalen en su nuevo barrio humilde tras la muerte de su padre, y que además, es el hermano de la mujer con la que su prometido la engañó.
Este acontecimiento, genera el plan de Álvaro. La historia comienza cuando Sullivan, para escapar de la bancarrota, simula su propia muerte y huye del país, abandonando a su legítima familia. Preocupado por Rosemary, deja una buena cantidad de millones para que ella y la familia para que puedan mantenerse. Endeudada y sin ninguna fuente de ingresos, Elena se ve obligada a mudarse con su familia a un barrio más sencillo. 
En otra coincidencia más del destino, vivirá en el mismo barrio donde vive Rosemary con sus hijos. Las dos se conocen y se convierten en mejores amigos: mientras Rosemary le enseña a Elena alternativas para ganar y ahorrar dinero, Elena enseña etiqueta a los nuevos ricos.Además de la ayuda de Rosemary, Elena cuenta con el apoyo de Gabriel Quinteros (Alejandro Castillo), secretario privado y cómplice de Sullivan. Enamorado de Montané, él siempre está cerca y hace todo lo posible para ayudarla a salir de esa difícil situación. Por su lado, Rosemary también tiene un admirador: el rudo y apasionado Baltazar (Mauricio Pesutic), un carpintero del barrio.
La trama da un giro cuando Sullivan regresa al país, tras una cirugía plástica, bajo el nombre de Claudio Fernández (Eduardo Barril). Decide reunirse con sus exesposas, por separado, y las invita a cenar. Durante la conversación, pregunta por Álvaro y Mario, y tanto Rosemary como Elena hablan muy mal de sus exmaridos, para disgusto de Claudio. Aun así, el conquistador barato decide volver a conectar con los dos, a los que llama Alfa I (Elena) y Alfa II (Rosemary).

## Reparto
El elenco dirigido por Vicente Sabatini está conformado por:
- Francisco Reyes como Pablo Sierra.
- Claudia Di Girolamo como Patricia Sierra.
- Renato Münster como Juan Antonio Miranda.
- Carolina Fadic como Camila Sullivan.[7]
- Coca Guazzini como Elena Montané.
- Consuelo Holzapfel como Rosemary Garay.[8]
- Héctor Noguera como Álvaro Sullivan 1.
- Eduardo Barril como Álvaro Sullivan 2 / Claudio Fernández.
- Delfina Guzmán como Julita Abbott.
- Alejandro Castillo como Gabriel Quinteros.
- Shlomit Baytelman como Josefina Aristizábal.
- Mauricio Pešutić como Baltazar Plaza.
- Luis Gnecco como Mauricio Gándara.
- Ana Reeves como Corina Parraguez.
- José Soza como Leonel Garay.
- Anita Klesky como Lucinda Ortiz.
- Marcelo Romo como Justo Sierra.
- Patricia Rivadeneira como Haydée Carrera.
- Elvira López como María Paz Sullivan.
- Pablo Ausensi como Alfredo Plaza.
- Mabel Farías como Olga Salazar.
- Óscar Hernández como Ramón Soto.
- Tatiana Molina como María Begoña - Yolanda Paredes.
- Álvaro Morales como Matías Sullivan.
- Valentina Pollarolo como Bárbara Castro.
- Juan Pablo Bastidas como Ronald Cooper.
- Amaya Forch como Alejandra Rioseco.[9]
- Felipe Braun como Renato Castro.
- Natalia Calderón como Macarena Williamson.
- Gabriel Aldunate como Emilio Parraguez.
- Belén Cortizo como Verónica Salazar.
- Mireya Véliz como Sara Vargas.
- Claudia Santelices como Vanessa Valenzuela.
- Camila Guzmán como Marcela Sullivan.[10]
- Jorge Hevia Cristino como Diego Fuentes.
- Carolina Ochsenius como Catalina Urquieta.

## Recepción
Rompecorazón se transformó en el segundo éxito de Sabatini en TVN tras Trampas y caretas en 1992. Televisión Nacional logró superar en audiencia a Champaña, la telenovela de Canal 13 en el mismo horario, transformándose en éxito de sintonía, con respuestas favorables a la recepción del público. Es considerada por los ejecutivos de TVN y aficionados como la telenovela que marcó el inicio de la época dorada de las teleseries de ese canal.

## Premios y nominaciones
| Año  | Premio          | Categoría                  | Participante       | Resultado |
| ---- | --------------- | -------------------------- | ------------------ | --------- |
| 1994 | Premio APES     | Mejor teleserie            | Rompecorazón       | Nominado  |
| 1994 | Premio APES     | Mejor actriz de televisión | Consuelo Holzapfel | Ganadora  |
| 1994 | Premio APES     | Mejor actriz revelación    | Carolina Fadic     | Nominada  |
| 1994 | Premio TV Grama | Mejor teleserie            | Rompecorazón       | Ganador   |
| 1994 | Premio TV Grama | Mejor actriz               | Consuelo Holzapfel | Ganadora  |
| 1994 | Premio TV Grama | Mejor actriz               | Carolina Fadic     | Nominada  |
| 1994 | Premio TV Grama | Mejor actor                | Francisco Reyes    | Ganador   |

## Banda sonora
1. Identi-Kit - No me pidas hoy (Tema central)
2. Franco de Vita - Cálido y frío (Tema de Pablo y Camila)
3. Roberto Carlos - ¿Y tú cómo estás?
4. Chayanne - Dime lo que quieres que haga
5. Ana Gabriel - Luna (Tema de Elena)
6. Yuri - Detrás de mi ventana (Tema de María Paz)
7. Ricardo Cocciante - Nuestro bello y gran amor (Tema de Renato)
8. Simone - Se fue
9. Alejandro Sanz - Si Tú me miras (Tema de Matías y Bárbara)
10. Gloria Estefan - Con los años que me quedan (Tema de "Chepa"/Rosemary)
11. Barrio Boyzz - Cerca de ti
12. Rafael Armando - Lo que siento es amor
13. Bryan Pharis - Don't let me down (Tema de Alfredo/Renato)
14. DJ Benny Feat David Srb - Eye in the sky
15. Mr. George - Crying game (Tema de Alejandra)

Bonus tracks
1. Keko Yunge - Inolvidable  (Tema de Patricia)
2. DR. D.J. Cerla - Chiquetere (Tema de Baltazar)
3. Lourdes Robles - Lo Amo (Tema de Haydée / Rosemary)

### Otros Temas
1. Andrés Calamaro - Flaca (Tema de Pablo)
2. Maná - Como te deseo (Tema de Baltazar)
3. Pharaoh - Dance Like An Egyptian (Pharaoh's Mix) (Incidental)
4. Mikel Erentxun - A un minuto de ti (Tema Alejandra y Ronald)
5. Willie and Co. - Against all Odds (Club Mix) (Incidental)
6. Key.Ar. - Don't Go (Dj Mix) (Tema de Haydée)
7. Off Limit - No Limit (Remix) (Incidental)
8. Vinny Bianchi & Providence - Prayer (Incidental)
9. Cover Girls - Show Me (Incidental)

## Emisión internacional
- Ecuador: TC Televisión.

## Retransmisiones
Rompecorazón es una de las telenovelas más veces emitidas por Televisión Nacional, siendo retransmitida en 1997, 2001, 2004 y 2021. En esta última ocasión, el canal rindió un homenaje póstumo en el primer episodio a Anita Klesky, Carolina Fadic, Paz Yrarrázabal, Mireya Véliz, Eduardo Soto y Marcelo Romo.